# Харьковская операция (июнь 1919)
Харьковская операция (июнь 1919 год) — военно-стратегическая наступательная операция ВСЮР, в ходе которой белогвардейцы 25 июня 1919 года заняли Харьков, готовясь продолжать своё наступление на север.

## Военно-стратегическая ситуация
Весной 1919 года крестьянско-казацкие восстания дезорганизовали тыл Красной армии. Особенно большой размах имели Григорьевское восстание, приведшее к общему военно-политическому кризису УССР в мае 1919 г., и Вёшенское восстание на Дону. На их подавление были брошены крупные силы РККА. В создавшихся благоприятных условиях Добровольческая армия разгромила противостоявшие ей силы большевиков и вышла на оперативный простор. В начале июня она начала подготовку по прорыву обороны Харькова.

## Наступление на Харьков
Ко второй половине июня 1919 года основные силы Добровольческой армии (большая часть сил 1-го армейского и 3-го Кубанского конного корпусов — 6 пехотных и конных дивизий) под командованием генерала В. З. Май-Маевского вплотную приблизились к Харькову, контролируемому Красной армией, и начали готовиться к штурму. Основное наступление на город планировало силами 1-го Армейского корпуса генерала А. П. Кутепова с юга и юго-востока.

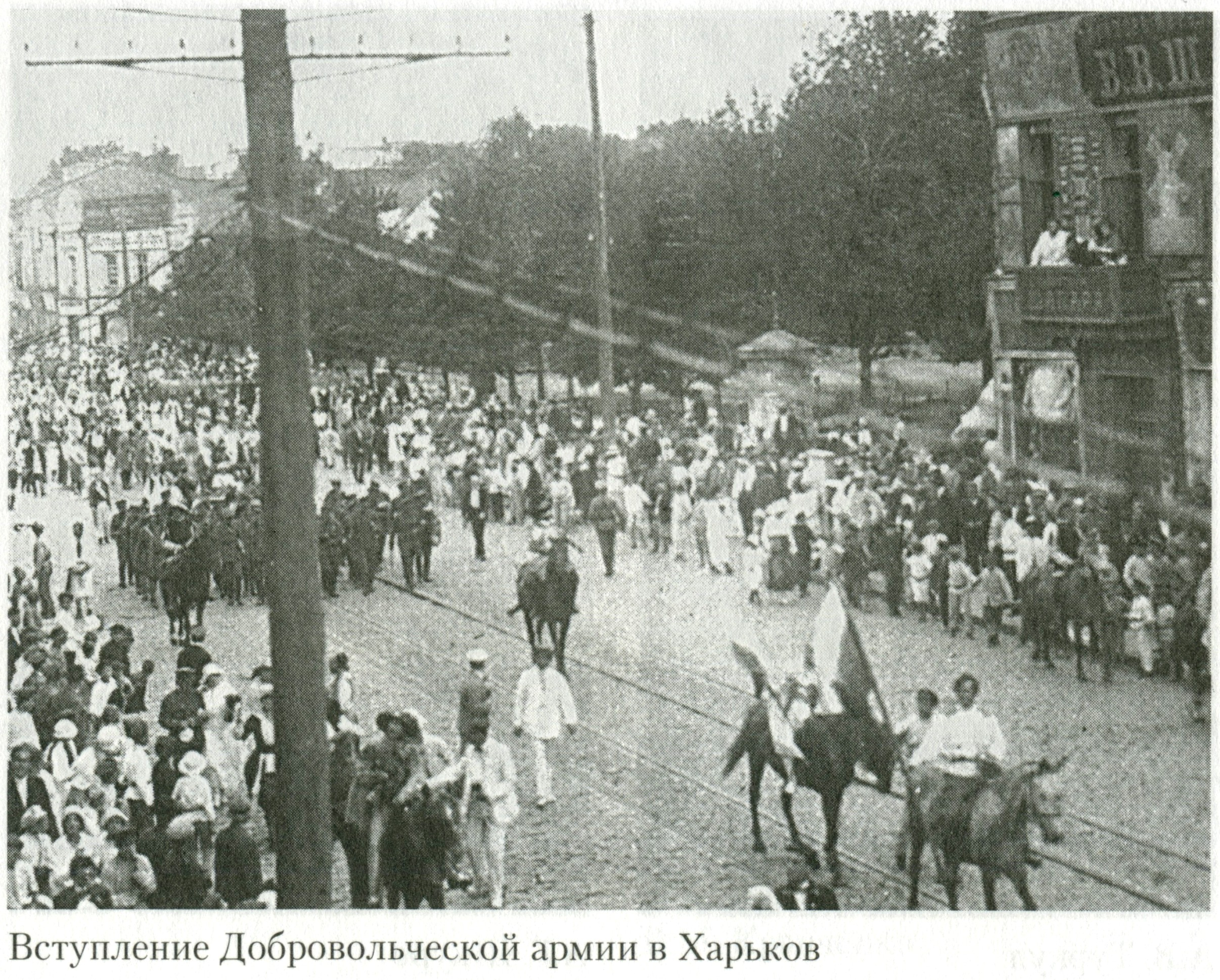
Вступление Добровольческой армии в освобождённый Харьков 25 июня 1919 года по улице Екатеринославской

Существенную роль во взятии Харькова белыми сыграл рейд Терской дивизии генерала С. М. Топоркова по тылам Красной Армии. Безостановочно наступая и тесня перед собою части 13-й и 8-й армий РККА, Терская дивизия взяла 15 июня 1919 года Купянск, и затем, обойдя Харьков с севера и северо-запада, отрезала сообщения харьковской группы большевиков на Ворожбу и Брянск и уничтожила несколько эшелонов подходивших подкреплений, захватив в плен большую группу комиссаров. Дивизия вышла к 21 июня на Белгородское шоссе в районе современного Лесопарка и неожиданно попыталась атаковать Харьков с севера. Но, под натиском броневиков красных она вынуждена была отступить на север, потеряв часть артиллерии и обозного имущества, а в районе сел Должик и Золочев в дальнейшем сойти в сторону с основной дороги и пропустить мимо себя большие массы советских сил, которые отступали из города на север.
20 июня началось концентрическое наступление на Харьков, со стороны Волчанска, Чугуева, Змиёва и Лозовой.

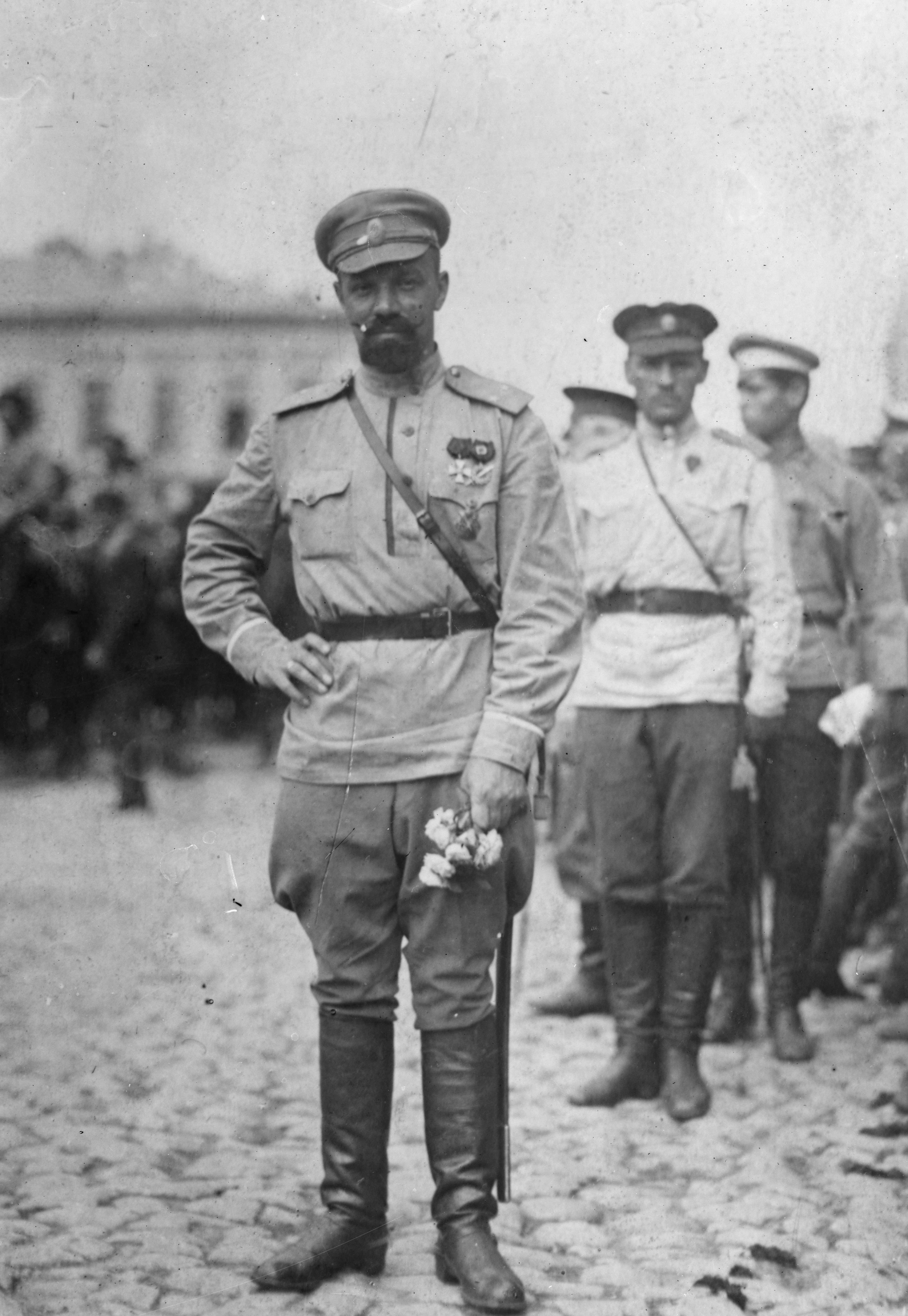
Генерал-лейтенант А. П. Кутепов с цветами в только что взятом Харькове. Июнь 1919

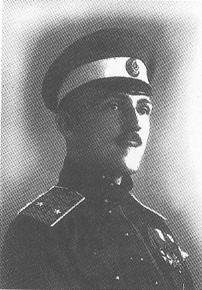
Командир дроздовцев полковник А. В. Туркул, части которого отличились при взятии Харькова 24-25 июня 1919 года

### Бои за город
С 20 июня на подступах к городу завязались бои у железнодорожной станции Лосево, а затем в районе Паровозостроительного завода (нынешнего завода им. Малышева). В это же время силы красных заняли оборону у станции Основа, несколько атак белых на станцию оказались отбиты. Большие потери понёс сводно-стрелковый полк Добровольческой армии.

Белая кавалерия на улицах Харькова

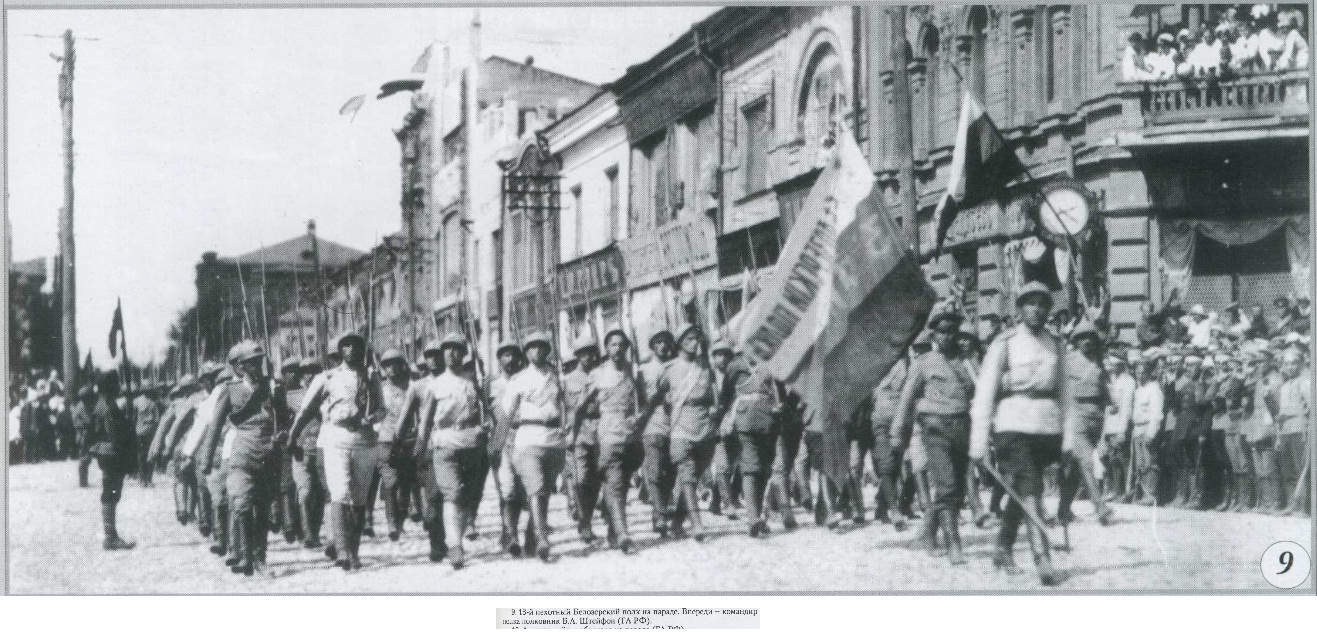
Белозерский полк на параде Добровольческой армии в Харькове. Во главе идет командир полка полковник Б. А. Штейфон. 6 июля (22 июня ст. ст.) 1919 года

Решающую роль в прорыве обороны Харькова сыграли Дроздовские части 1-го Армейского корпуса под командованием полковника А. В. Туркула, переброшенные под Харьков по железной дороге из района Изюма и Балаклеи. Высадившись 23 июня 1919 года из вагонов за несколько километров до крупной узловой станции Основа, дроздовцы 24 июня с утра атаковали позиции красных у станции, опрокинули их, и преследуя отступающих по железнодорожной ветке до станции Харьков-Левада, перешли реку Харьков по деревянному мосту у харьковской электрической станции. Перейдя мост, белогвардейцы вошли в центральную часть города по улице Кузнечной.
Сопротивление вступающим в город дроздовцам оказал на центральных улицах города красный броневик «Товарищ Артём» (командир — Е. Станкевич). Однако вскоре броневик вышел из строя по техническим причинам (по другим данным застрял, налетев на фонарный столб) и был захвачен белыми, а его экипаж, состоявший из 4-х матросов, покинув машину, попытался скрыться, но был пойман дроздовцами и тут же в присутствии народа расстрелян на Николаевской площади у стены Харьковской городской думы (нынешнего городского совета).. В экстренном выпуске харьковской газеты «Новая Россия» от 25 июня 1919 года писалось следующее о событиях предыдущего дня, 24 июня:

К 9 часам центр города был уже занят войсками Добровольческой Армии. Дальнейшему их продвижению было оказано сопротивление большевиками, засевшими на Холодной горе, где ими были установлены орудия и скрыты в зелени горы пулемёты. После недолгой перестрелки добровольцы орудийным огнём заставили замолчать батареи красноармейцев и шаг за шагом под пулемётным и ружейным огнём очистили гору от последних отрядов большевиков. Остатки красной армии отступили по Григоровскому шоссе, так как все железнодорожные пути были перерезаны ещё утром. Этим объясняется и поспешность, с которой запоздавшие комиссары покидали днём в автомобилях Харьков. Население города оказало вступившим войскам самый радушный приём. Вступающих засыпали цветами и встречали овациями. До поздней ночи на улицах толпился народ, обсуждая события.

Основные силы Добровольческой армии вступили в город на следующее утро, 25 июня 1919 года, по открытому дроздовцами пути и высадились на Южном вокзале, захватив попутно после короткой стычки оставленные красными на вокзале бронепоезда и бронеплощадки. Затем войска проследовали парадным маршем в сторону центра города по улице Екатеринославской (нынешний Полтавский Шлях). Во главе войск шёл командир дроздовцев генерал В. К. Витковский.
25 июня А. Я. Пархоменко, принявший на себя командование красными войсками гарнизона, с отборным отрядом харьковских коммунистов, курсантов и моряков контратакой овладел привокзальным районом города. Не получив поддержки со стороны других войск, отошедших от Харькова, его отряд к утру 26 июня оставил город, прорвав кольцо окружения.

## Результаты
В результате взятия Харькова Добровольческая Армия уничтожила сильный узел сопротивления красных (названный Ворошиловым «Красным Верденом» за его неприступность) на пути к Москве; захватила огромные трофеи: бронеавтомобили, бронепоезда, пулемёты, амуницию и боеприпасы; овладела важным промышленным центром.
Таким образом ВСЮР захватили не только важный в стратегическом отношении город, но также пополнили свои ресурсы и получили возможность использовать промышленный потенциал Харькова. А уже 3 июля Деникин, посетив город, провозгласил свою Московскую директиву и начался Поход на Москву.

## Иллюстрации

Генерал А. Шкуро, прибывший в Харьков, прикладывается к кресту, 23 июня (6 июля н.ст.) 1919 года.
Май-Маевский на панихиде по погибшим при освобождении Харькова. Ок. 27 июня 1919.
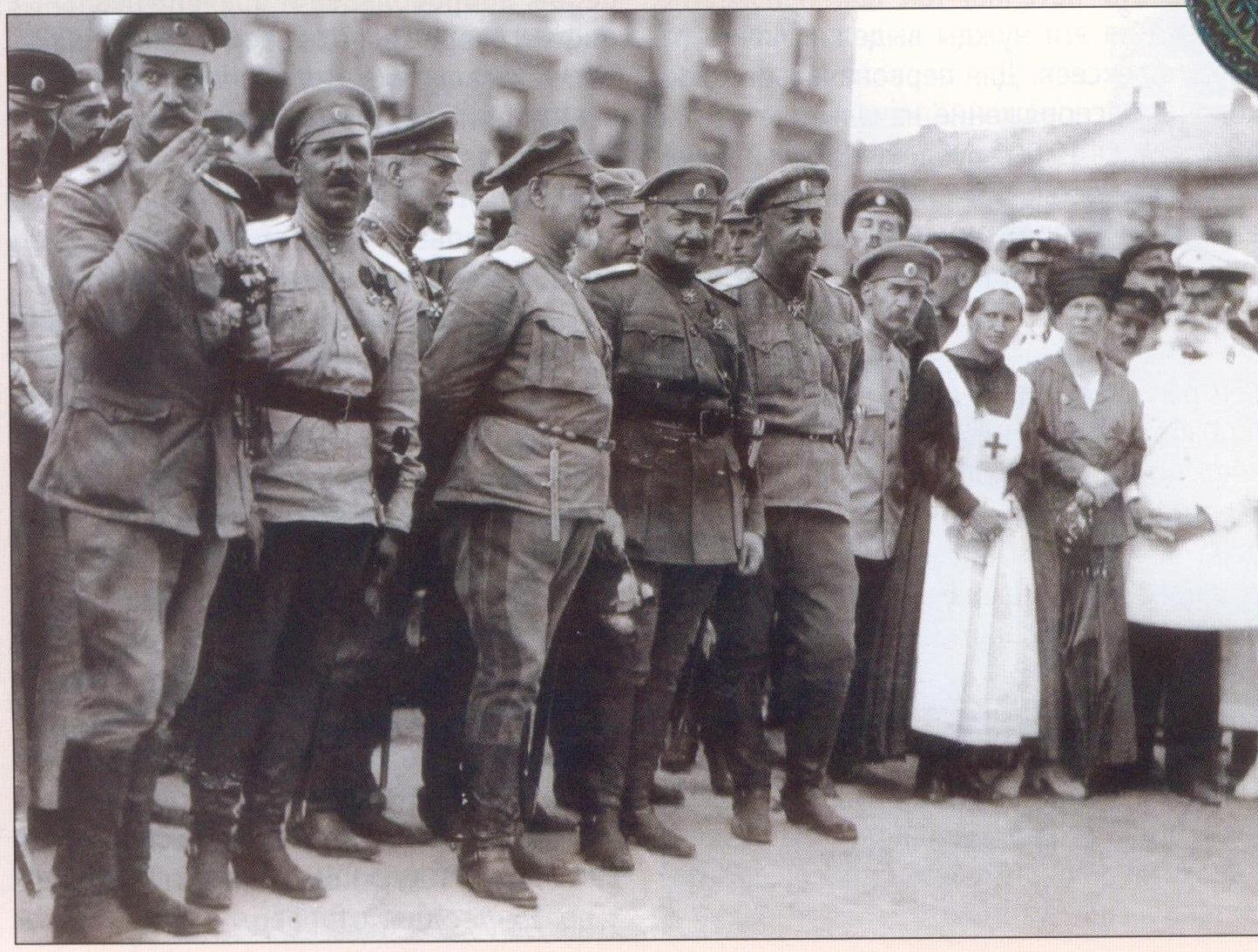
Парад в Харькове. В центре — генерал Деникин, слева от него генерал Иван Романовский, генерал-квартирмейстер Ставки Ю.Н. Плющик-Плющевский.
Генерал С. М. Топорков на параде Добровольческой армии в Харькове. Июль 1919 года.
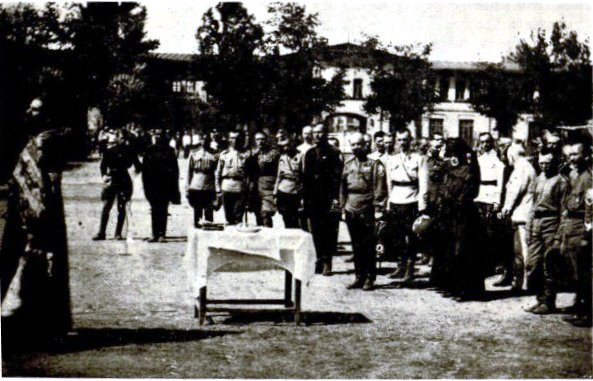
Генерал А. П. Кутепов на молебне в Харькове перед отправкой 3-го Корниловского ударного полка на фронт. 31 августа 1919. Конная площадь.
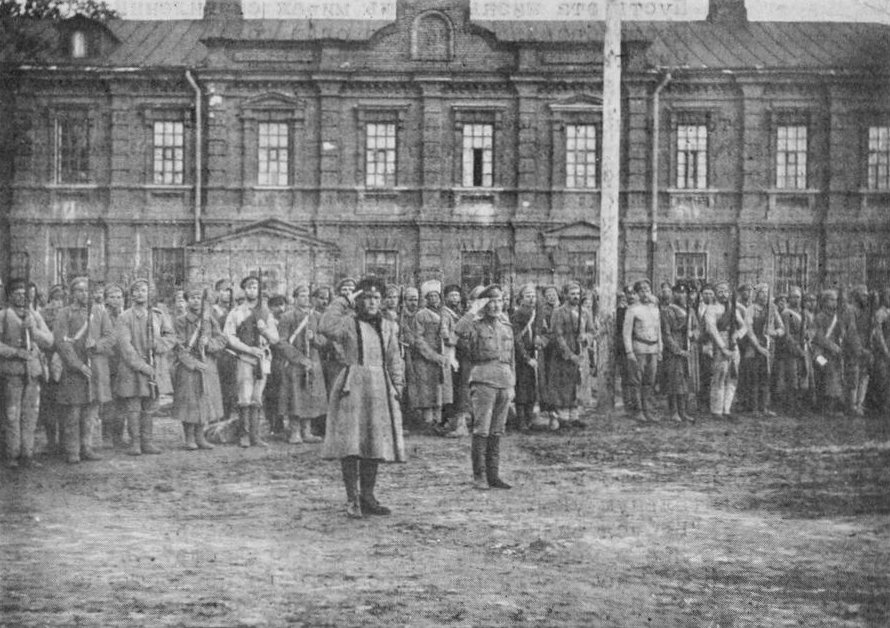
Запасный батальон 3-го Корниловского ударного полка, Харьков, осень 1919 года.

## Список литературы и примечания
1. ↑  Деникин А. И. Очерки Русской Смуты. Том V. Вооруженные силы Юга России. Глава 3. Наступление ВСЮР весною 1919 года: освобождение Дона и Крыма, взятие Харькова, Полтавы, Екатеринослава и Царицына. «Московская директива». Внутренние настроения]
2. ↑  Мамонтов С. И. Походы и кони. Дата обращения: 7 января 2012. Архивировано 11 января 2012 года.
3. ↑  Туркул А. В. Дроздовцы в огне. Картины Гражданской войны. Харьков.
4. ↑  Нынешний район пересечения ул. Руставели и Красношкольной набережной, моста не сохранилось, электрической станции тоже.
5. ↑  Сайт истории Харькова. Дата обращения: 7 января 2012. Архивировано 26 мая 2010 года.
6. ↑  В советское и нынешнее время память экипажа броневика отмечена мемориальной доской на здании горсовета
7. ↑  Новая Россія. Харьковская ежедневная газета. — 25 июня 1919 года. Экстренный выпуск. — с. 1.
8. ↑  Штейфон Б. А. Кризис добровольчества. Дата обращения: 7 января 2012. Архивировано 22 февраля 2020 года.